# Метанофуран

Структуры метанофуранов

Термином метанофураны (МФ) обозначают семейство органических соединений, обнаруженных у метаногенных архей. Отличительная черта этих соединений — наличие 2-аминометилфурана, соединённого с фенокси-группой, за которой следует короткий пептид. Существует по крайней мере три разных концевых группы: R = трикарбоксигептаноил (метанофуран а), глутамил-глутамил (метанофуран b), трикарбокси-2-гидроксигептаноил (метанофуран c).

## Реакции с участием МФ
На первой стадии метаногенеза метанофуран преобразуется в формилметанофуран. Фермент формилметанофурандегидрогеназа (шифр КФ 1.2.99.5), используя энергию одного восстановительного эквивалента, присоединяет к метанофурану CO2 — основной акцептор электронов всех метаногенов.
Далее, фермент Формилметанофуран-тетрагидроксиметаноптерин формилтрансфераза катализирует перенос формильной группы с Формилметанофурана на пятый атом азота тетрагидроксиметаноптерина (H4-МП). Фермент был получен в кристаллическом виде; оказалось, он не содержит простетической группы.